# Euandroblatta robusta
Euandroblatta robusta är en kackerlacksart som beskrevs av Karlis Princis 1963. Euandroblatta robusta ingår i släktet Euandroblatta och familjen småkackerlackor. Inga underarter finns listade i Catalogue of Life.